# Гайнц Гартман
Гайнц Гартман (4 листопада 1894, Відень, Австро-Угорщина — 17 травня 1970, Стоуні-Пойнт, Нью-Йорк) — психіатр і психоаналітик. Він вважається одним із засновників і головних представників его-психології.

## Життєпис
Гартман народився у Відні в 1894 році в родині відомого письменника та вченого. Один дід, Моріц Гартманн, був відомим поетом, професором і лідером революції 1848 року. Інший дід, Рудольф Хробак, був видатним віденським хірургом. Батько Гайнца Гартмана був професором історії, послом і засновником бібліотек і освіти для дорослих. Мати Гайнца Гартмана була відомою піаністкою та скульпторкою. Після закінчення середньої школи Гартман вступив до Віденського університету, де в 1920 році отримав ступінь лікаря. Він став психіатром у клініці Вагнера-Яуррегга, займався дослідженнями та зацікавився Фрейдом і фрейдистськими теоріями.
Смерть Карла Абрагама завадила Гартманну провести аналіз підготовки, який він передбачав з ним, і замість цього він провів перший аналіз із Шандором Радо. У 1927 році він опублікував Grundlagen der Psychoanalyse (Основи психоаналізу), передвіщаючи теоретичні внески в его-психологію, які він зробить пізніше. Він також брав участь у створенні посібника з медичної психології.
Адольф Мейєр запропонував Гартманну посаду повного професора психіатрії в університеті Джона Гопкінса в США, у відповідь на що Фрейд запропонував безкоштовно проаналізувати Гартмана, якщо той залишиться у Відні. Гартман вирішив залишитися у Відні та розпочати аналіз разом із Фройдом і був відзначений як яскрава зірка серед аналітиків свого покоління та улюблений учень Фрейда.
У 1937 році у Віденському психоаналітичному товаристві він представив дослідження психології его, тему, яку він пізніше розширив і яка стала основою для теоретичного руху, відомого як его-психологія.
У 1938 році разом із сім'єю покинув Австрію, рятуючись від нацистів. Проїхавши через Париж, а потім через Швейцарію, він прибув до Нью-Йорка в 1941 році, де швидко став одним із найвидатніших мислителів Нью-Йоркського психоаналітичного товариства. До нього приєдналися Ернст Кріс і Рудольф Левенштайн, з якими він написав багато статей у тому, що було відомо як тріумвірат его-психології.
У 1945 році він заснував щорічне видання The Psychoanalytic Study of the Child (Психоаналітичне дослідження дитини) разом з Ернстом Крісом і Анною Фрейд; а в 1950-х роках він став президентом Міжнародної психоаналітичної асоціації (IPA), а після кількох років президентства отримав почесне звання довічного президента.

Останки Гартмана були поховані на кладовищі гірської церкви XV століття Fex-Crasta у Фексталі, що належить до муніципалітету Зільс-ім-Енгадін/Сель у швейцарському кантоні Граубюнден. Його дружина Доротея «Дора», уроджена Карплюс (1902–1974), яка також прибула з Австрії і була психоаналітиком, також знайшла свій останній спочинок біля нього. На надгробку міститься цитата з роману «Так говорив Заратустра» німецького філософа Фрідріха Ніцше, який провів кілька літ у сусідньому Зільсі у 1880-х роках: 
„Weh spricht vergeh / Doch alle Lust will Ewigkeit / Will tiefe, tiefe Ewigkeit“

[«Горе каже: іди геть / Але всі насолоди хочуть вічності / Хочуть глибокої, глибокої вічності»]

## Твори та вплив
У 1922 році була опублікована перша стаття Гартмана про деперсоналізацію, за якою послідувала низка досліджень психозів, неврозів, близнюків тощо.
У 1939 році Гартманн, у своїй статті, яку Отто Феніхель назвав «дуже цікавою», намагався показати, що адаптацію надто багато вивчали з точки зору психічного конфлікту. Він вказує на те, що існує також «сфера без конфлікту» — те, що неодноразово підкреслюється в его-психології. Того ж року в «Психоаналізі та концепції здоров'я» він зробив вражаючий внесок у визначення нормальності та здоров'я в психоаналітичних термінах.
Подальший розвиток его-психології в рамках психоаналізу, з його переходом від теорії інстинктів до адаптивних функцій его, вважався таким, що дозволив психоаналізу та психології наблизитися одна до одної. Его-психологія фактично стала домінуючою психоаналітичною силою в Штатах протягом наступних півстоліття або близько того, перш ніж теорія об'єктних відносин почала виходити на перший план. Це стало основою та відправною точкою для самопсихології Гайнца Когута, наприклад, яка протистояла теорії лібідо Гартмана та ґрунтувалася на ній.

### Критика
Жак Лакан зосередив значну частину свого гніву на тому, що він назвав «„его-психологією“ à la Hartmann… як відмовою від психоаналізу» — не погоджуючись з його наголосом на безконфліктній зоні Его та на адаптації до реальність.
Проте, все одно ясно, що его-психологія має справжнє фрейдистське походження, навіть якщо її не можна розглядати як її єдиного спадкоємця.

## Вибрана бібліографія
- Гайнц Гартманн, Его-психологія та проблема адаптації (1939)
- Гайнц Гартманн, Нариси про его-психологію (1964)